# Fornjót
Fornjót (nórdico antiguo Fornjótr) es un antiguo gigante en la mitología nórdica. Es un legendario rey de Kvenland y padre de Kári (una personificación del viento), de Logi (una personificación del fuego) y de Hlér Ægir (el gobernante del mar). El significado del nombre no es claro, posiblemente sea forn 'viejo' y jótr 'Jutlander' o más precisamente 'gigante' (finés 'jätti', nórdico 'jotunn' - gigante) o podría ser de for 'temprano' y njótr 'destructor'. Fornjót es también si se sigue una genealogía legendaria particular, el primer ancestro paternal directo conocido de Guillermo I de Inglaterra y también a través de otros supuestos descendientes, el ancestro más antiguo de algunas familias nobles europeas y algunas familias islandesas modernas.

## Fornjót en los textos
Fornjót es mencionado solo dos veces en antiguos versos: en la estrofa 29 de Ynglingatal donde "hijo de Fornjót" parece hacer referencia al fuego y en una cita en Skáldskaparmál de Snorri Sturluson :
 Como el viento podría ser perifraseado? Entonces: llámalo hijo de Fornjót, hermano del mar y del fuego, daño o ruina o perro de caza o lobo de los bosques o de las velas o de las jarcias 
De este modo habló Svein en Nordrsetu-drápa:
Primero comenzaban a volar

Los deformes hijos de Fornjót.
Fornjót es listado como un gigante en uno de los thulur, a veces incluido en ediciones de Skáldskaparmál. Esto es de esperar, ya que Ægir, el hijo de Fornjót es identificado como un gigante en varias fuentes.
En la saga Orkneyinga y en Hversu Noregr byggdist ('Como Noruega fue habitada') — ambos encontrados en Flateyjarbók— Fornjót aparece como un antiguo gobernador de Finlandia y Kvenland y es el padre de tres hijos llamados Ægir o Hlér, Logi 'llama', y Kári. El Hversu relata además que Hlér gobernaba sobre los mares, Logi sobre el fuego, y Kári sobre el viento.
- Datos: Q389673